# Sphooceras truncatum
Sphooceras truncatum — викопний вид головоногих молюсків вимерлого ряду Lituitida, що існував у кінці силурійського періоду (421—419 млн років тому). Скам'янілі рештки виду знайдені в Італії, Марокко та США.

## Життєвий цикл
У жовтні 2014 року вийшла стаття двох чеських палеонтологів Войтеха Турека з Національного музею Праги і Стефана Манди з Чеської геологічної служби, яка присвячена життєвому циклу Sphooceras.
З яйця маленький молюск з'являвся з крихітною раковиною, що складалася з протоконха і невеликої житлової камери. У міру росту Sphooceras, як і всі ортоцераси, надбудовував спереду житлову камеру, а ззаду формував перегородки фрагмокона. Однак, потім в одній з середніх камер фрагмокона починали відкладатися шари кальциту. Подібні відкладення формувалися у багатьох головоногих. В одних видів вони заповнювали давніші камери фрагмокона на кінці раковини, в інших — формувалися в усіх камерах. Але тільки у Sphooceras вони виникали в єдиній середній камері фрагмокона. Відкладення росли і, урешті-решт, та частина фрагмокона, що залишалася за цією камерою, відвалювалася. Отже, задній кінець раковини відстрілювався, отвір сифона заростав і закривався спеціальною пробкою, а зовнішнім заднім кінцем раковини ставав той самий шар внутрішньокамерних відкладень, який був сформований в розломаній камері фрагмокона. Подібні цикли росту і відділення задньої частини раковини відбувалися в житті молюска неодноразово.